# Lemonia
Lemonia is een geslacht van vlinders uit de familie van de herfstspinners (Brahmaeidae).

## Soorten
- L. anatolica Wagner, 1931
- L. balcanica (Herrich-Schäffer, 1847)
- L. ballioni (Christoph, 1888)
- L. beirutica dan, 1965
- L. dumi (Linnaeus, 1761) - herfstspinner
- L. farsica Wiltshire, 1946
- L. friedeli Witt, 1979
- L. klapperichi Wiltshire, 1961
- L. pauli Staudinger
- L. peilei Rothschild, 1924
- L. philopalus (Donzel, 1842)
- L. pia Püngeler, 1902
- L. sacroscanta Püngeler, 1902
- L. sardanapalus Staudinger, 1887
- L. talhouki Wiltshire, 1952
- L. taraxaci (Denis & Schiffermüller, 1775)
- L. vallantini Oberthür, 1890
- L. vashlovani Didmanidze, 1980